# Volontari per lo Sviluppo
Volontari per lo Sviluppo (VpS) è la “rivista di chi abita il mondo” specializzata in cooperazione internazionale, stili di vita sostenibili, rapporti tra Nord e Sud del mondo, finanza alternativa, turismo responsabile, educazione allo sviluppo e dinamiche dell'immigrazione. Edita a cadenza mensile da un consorzio di ONG italiane, vanta al suo attivo la creazione di un network di giornalisti del Sud, in cui sono “gli africani a parlare dell'Africa e i latino-americani a parlare di America Latina”. Con l'occhio vigile a sostenere la libertà d'informazione nei diversi paesi.

## La storia
Volontari per lo Sviluppo nasce nel 1983 da un'idea dell'ong Comunità Impegno Servizio Volontariato (CISV) di Torino. Si concretizza dapprima in una rivista e in una collana di quaderni monografici, e avvia subito un'attività consorziata e di redazione congiunta con altre ong torinesi, nell'ottica di produrre un'informazione ampia sul mondo ong. Nel 2001 ha un'importante evoluzione, con l'apertura del gruppo editoriale alla federazione "Volontari nel mondo - FOCSIV", che riunisce oggi 64 ong italiane, la revisione della linea editoriale - per aprirsi al grande pubblico e non parlare soltanto agli addetti ai lavori - e il restyling grafico. Oggi Volontari per lo Sviluppo è una rivista mensile, un sito multimediale (http://www.volontariperlosviluppo.it) e un centro di elaborazione di progetti a sostegno della diffusione presso il grande pubblico di informazioni sui paesi del Sud del mondo, sul volontariato e la cooperazione internazionale.
Attualmente il comitato editoriale è costituito da una ventina di ong e dalla federazione "Volontari nel mondo - FOCSIV". La redazione, costituita da un piccolo nucleo stabile, ha la sua sede centrale a Torino, ma i collaboratori sono distribuiti in varie regioni italiane e nei cinque continenti.

## I temi
La rivista propone ogni mese inchieste inedite, testimonianze di volontari impegnati in progetti di cooperazione, contributi di giornalisti di paesi lontani; vi sono rubriche dedicate a informazioni pratiche sui consumi, l'arredamento, i viaggi. La rivista promuove l'informazione sui problemi mondiali partendo dall'esperienza concreta del volontariato e della cooperazione internazionale delle ONG con taglio divulgativo e di servizio.

### Il network dei giornalisti del Sud
Uno spazio centrale è dedicato ai giornalisti del Sud del mondo. Nel sito e nella rivista vengono tradotti gli articoli di una rete di professionisti africani, sudamericani, asiatici e dell'Est Europa, con l'obiettivo di sostenere il giornalismo libero nei paesi del Sud, in molti dei quali è ancora in stato embrionale, ostacolato da regimi autoritari che controllano i mezzi di comunicazione. In questo senso la rivista realizza anche progetti di sostegno ai media africani e ha promosso il gemellaggio tra radio e giornali italiani e saheliani.
In particolare, in sinergia con la Regione Piemonte, si è realizzato un gemellaggio tra una decina di media piemontesi e saheliani, con il trasferimento di tecnologie mediatiche nei paesi coinvolti, missioni di formazione e scambio Italia-Africa, e l'attivazione di moduli formativi per le scuole italiane e africane sul tema del giornalismo e della comunicazione, oltre alla realizzazione di importanti seminari internazionali.
Attualmente il network dei giornalisti del Sud che fa capo a Volontari per lo Sviluppo annovera una quindicina di collaboratori stabili (in Camerun, Burkina Faso, Burundi, Kenya, Congo, Brasile, Colombia, Messico, Cile, Perù, Argentina, Romania…).

### Le rubriche
VpS è strutturata in una serie di inchieste e articoli sui temi della cooperazione, del volontariato internazionale, della società multietnica e dei rapporti Nord-Sud in genere, e in un certo numero di rubriche fisse di servizio al lettore:
- @Volontari, lettere dei volontari in servizio nei diversi paesi del mondo
- Primo piano, fatti e approfondimenti di attualità internazionale (sempre letti con l'ottica della società civile o delle organizzazioni di volontariato al Nord e al Sud)
- Voci dal Sud, articoli prodotti dalla rete dei giornalisti del Sud del mondo creata in questi anni, su problemi internazionali, visti da Sud
- Cooperazione, inchieste sul mondo della cooperazione e sulle attività delle ong, riflessioni sulle diverse modalità di praticare la solidarietà, testimonianze dei partner del Sud del mondo.
- Percorsi pionieri, esperienze innovative praticate da singoli, famiglie e associazioni in Italia e nel mondo, all'insegna della sostenibilità sociale e ambientale.
- Percorsi meticci, indagini e inchieste sulla società multietnica (come cambiano le nostre città con l'immigrazione, come cambia la scuola, la moda, la musica, i trasporti…; problematiche dei cittadini immigrati; l'immigrato come risorsa ecc) e articoli di taglio antropologico
- Percorsi creativi, approfondimento di testi e autori del campo artistico-letterario con valenza sociale
- Percorsi di ricerca, inchieste di taglio scientifico su tematiche sociali, economiche, politiche, ambientali
- Percorsi educativi ,proposte ed esperienze per educare alla mondialità in famiglia e in classe
- Il personaggio, storie e identikit di personaggi significativi, spaziando dal premio Nobel fino all'indigeno o al volontario più anonimo che hanno vissuto però una storia personale e pubblica significativa

#### Le rubriche di servizio
- Mondo News, rassegna stampa di notizie brevi dal mondo
- Da non perdere, incontri e appuntamenti, serate, corsi di formazione, seminari, ecc.
- Attivati, campagne, appelli, raccolte firme, iniziative di solidarietà e concorsi
- A.A.A. Volontari cercasi, avvisi di ricerca personale delle ong o di altre associazioni, nonché notizie su concorsi negli organismi internazionali, ecc.
- Altroturismo, campi di lavoro, viaggi di turismo responsabile, stage all'estero, ecc.
- Il mondo in pellicola, cinematografia dal Sud del mondo, news sul cinema “alternativo”
- Cose buone dal mondo, curiosità, musica, documentari, poesie e ricette dalle varie parti del mondo
- La terra che vorrei, suggerimenti ed esperienze pilota per un quotidiano sostenibile e responsabile (filiere corte, riduzione dei consumi e dell'inquinamento, risparmio energetico…)
- Multimedia, recensioni di libri, documentari e web site
- L'esperto risponde, consulenza legale agli immigrati
- Osservatorio cooperazione, focus sul panorama legislativo italiano

In ogni numero, poi, sono presenti un reportage fotografico dalle diverse parti del mondo e un dossier di approfondimento.